# Nicholas D'Agosto
Nicholas D'Agosto (Omaha (Nebraska), 17 april 1980) is een Amerikaans acteur.

## Biografie
D'Agosto werd geboren in Omaha (Nebraska) in een gezin van vijf kinderen. Hij groeide Rooms katholiek op en wilde op jonge leeftijd priester worden. Hij doorliep de high school aan de Creighton Preparatory School in Omaha waar hij in 1998 zijn diploma haalde. In 2002 studeerde hij cum laude af in geschiedenis en theaterwetenschap aan de Marquette University in Milwaukee. Tijdens zijn studie kreeg hij zijn liefde voor het acteren in toneelstukken en musicals en besloot toen om acteur te worden.
D'Agosto begon in 1999 met acteren in de film Election, hierna speelde hij nog meerdere rollen in films en televisieseries.

## Filmografie

### Films
Uitgezonderd korte films.
- 2022 Rattled! - als Eliot
- 2014 How I Met Your Dad - als Frank
- 2011 Mardi Gras: Spring Break – als Mike Morgan
- 2011 Final Destination 5 – als Sam Lawton
- 2011 From Prada to Nada – als Edward Ferris
- 2010 This Little Piggy – als Eric
- 2010 Dirty Girl – als Joel
- 2009 Fired Up – als Shawn Colfax
- 2009 Untitled Family Pilot – als Paul
- 2007 The Rich Inner Life of Penelope Cloud – als Ivy
- 2007 LA Blues – als Adam Cooper
- 2007 Drive Thru – als Fisher Kent
- 2007 Rocket Science – als Ben Wekselbaum
- 2006 Inside – als Alex
- 2006 Orpheus – als Guy
- 2005 Joint Custody – als Joel
- 2000 Psycho Beach Party – als vervalser
- 1999 Election – als Larry Fouch

### Televisieseries
Uitgezonderd eenmalige gastrollen.
- 2022-2023 Criminal Minds - als adjunct-directeur Doug Bailey - 7 afl.
- 2017-2018 Trial & Error - als Josh Segal - 23 afl.
- 2014-2016 Gotham - als Harvey Dent - 19 afl.
- 2014 Grey's Anatomy - als dr. Graham Maddox - 3 afl.
- 2013-2014 Masters of Sex – als Dr. Ethan Haas – 14 afl.
- 2014 Review - als Mick - 4 afl.
- 2007 Heroes – als West Rosen – 9 afl.
- 2007 The Office US – als Hunter – 3 afl.
- 2006 Related – als PJ – 2 afl.
- 2003 ER – als Andy – 2 afl.

- Biblioteca Nacional de España: XX5562291
- Bibliothèque nationale de France: cb16528569j (data)
- International Standard Name Identifier: 0000 0000 4546 0271
- Library of Congress Control Number: no2008185382
- Nederlandse Thesaurus van Auteursnamen: 339851384
- Système universitaire de documentation: 166227323
- Virtual International Authority File: 12140112
- WorldCat: E39PBJfmr6446mwgWTwfCH97HC